# Xixuthrus lansbergei
Xixuthrus lansbergei là một loài bọ cánh cứng trong họ Cerambycidae.